# Bundesautobahn 648
De Bundesautobahn 648 (kortweg A648, ook wel Wiesbadener Straße en Messeautobahn genoemd) is een autosnelweg in de Duitse deelstaat Hessen die een verbinding vormt tussen het centrum van Frankfurt am Main, de Frankfurter Messe en de A66.

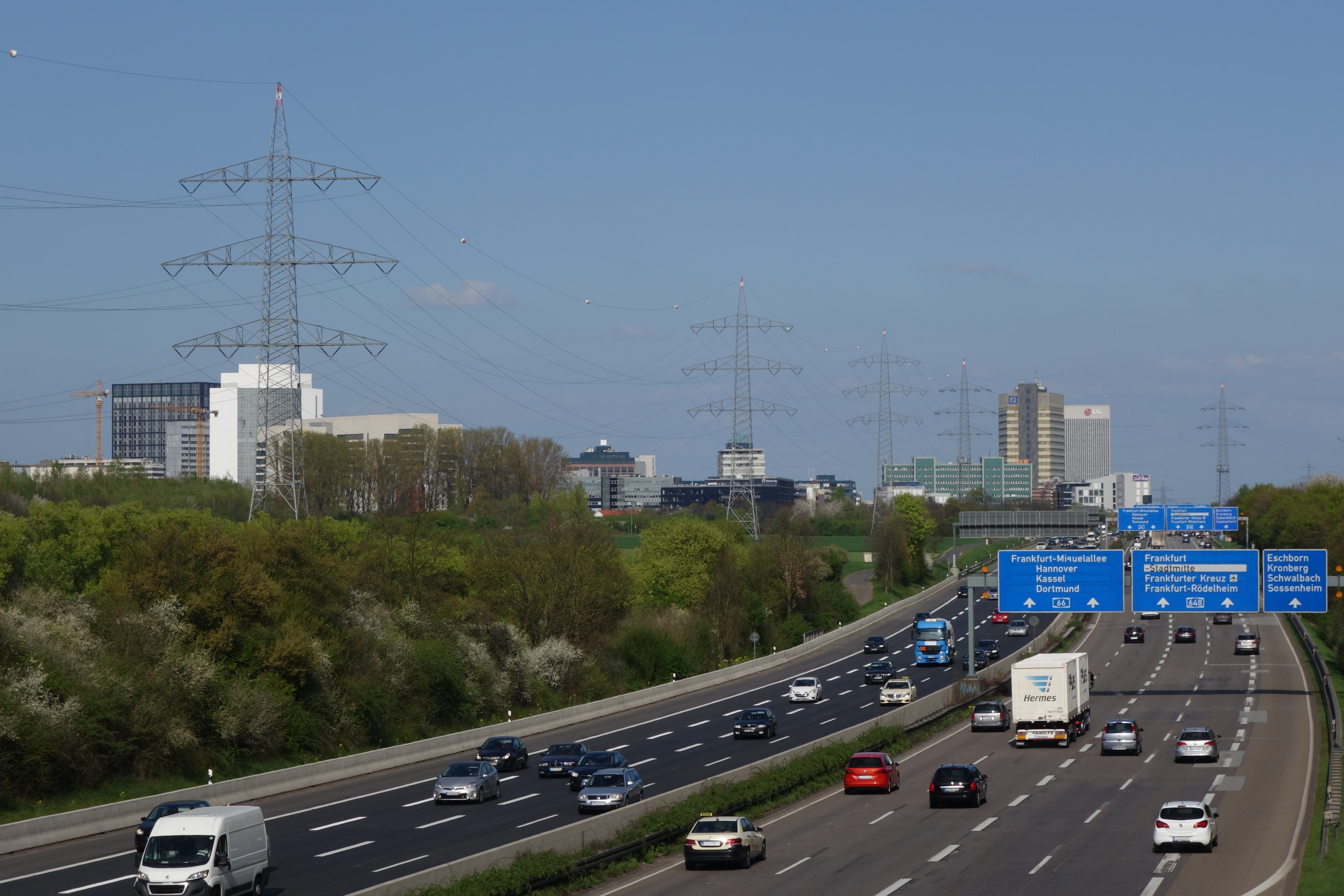
A 648 begint bij Eschborn als kruising van de A66 (2e en 3e reis aan de linkerkant).